# U-58 (1938)
U-58 – niemiecki okręt podwodny (U-Boot) typu II C z okresu II wojny światowej. Okręt wszedł do służby w 1939. Pierwszym dowódcą był Kptlt. Herbert Kuppisch.

## Historia
Zamówienie na kolejny okręt podwodny typu II C zostało złożone w stoczni Deutsche Werke AG w Kilonii 17 czerwca 1937. Rozpoczęcie budowy okrętu miało miejsce 28 września 1937. Wodowanie nastąpiło 12 października 1938, wejście do służby 4 lutego 1939.
Pierwszą jednostką, do której został przydzielony, była flotylla okrętów podwodnych "Emsmann" stacjonująca w Kilonii, w której służył jako jednostka szkolna i bojowa do 31 grudnia 1939. 1 stycznia 1940 włączony jako jednostka bojowa do 1. Flotylli, w ramach której odbył 12 patroli bojowych. Zatopił 7 jednostek o łącznej pojemności 14 549 BRT, w tym jeden okręt pomocniczy HMS "Astronomer" o pojemności 8401 BRT.
1 stycznia 1941 w charakterze jednostki szkolnej wszedł w skład 22. Flotylli stacjonującej w Gdyni. Od 1 lipca 1944 służył w 19. Flotylli stacjonującej w Pilawie. Samozatopiony przez załogę 3 maja 1945 w Kilonii (operacja Regenbogen). Wydobyty po wojnie i złomowany.
U-58 był pierwszym U-Bootem wyposażonym w chrapy.